# Сел-шейдинг

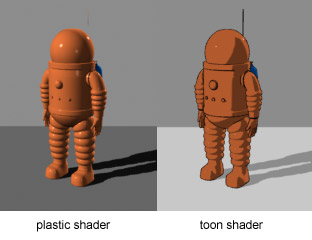
Два вида рендеринга: слева — обычный, справа — сел-шейдер

Сел-шейдинг (англ. Cel-shaded), также называемая цел-шейдинг или тун-шейдинг — тип нефотореалистичного рендеринга, результатом которого является компьютерное изображение, в некоторой мере имитирующее результат рисования вручную. Cel — сокращение от celluloid (целлулоид — из этого материала делаются прозрачные листы, на которых рисуется традиционная мультипликация). Такой тип рендеринга часто используется для одушевления комиксов, для которых характерны жёсткие контуры, матовая поверхность, ограниченное число цветов, резкие переходы светотени.
Подавляющее большинство редакторов трёхмерной графики располагают материалами, имитирующими подобную технику. Например, в 3ds Max такого эффекта можно достичь с использованием материала типа Ink’n’Paint (чернила и бумага).

## Применение

### Мультфильмы и мультсериалы
- AKB0048 — сел-шейдинг используется в танцевальных сценах.
- «Бэтмен-ниндзя»
- «Дети против волшебников» — российский мультфильм; часто упоминается как один из самых неудачных примеров использования сел-шейдинга[1][2].
- «Звёздные войны: Сопротивление»
- «Принц-дракон»
- «Ренессанс» — мультипликационный фильм Кристиана Волькмана на стыке стилей нуар и киберпанк.
- «Рони, дочь разбойника» — фэнтези-мультсериал студии Ghibli. Персонажи, созданные с помощью сел-шейдинга, совмещены с рисованными фонами.
- RWBY — мультипликационный веб-сериал от компании «Rooster Teeth Productions».
- «Симпсоны» — 19 сезон (не все серии), 20 и 21 (все серии).
- «Симпсоны в кино» — сел-шейдинг использовался в сценах с подвижной камерой и для моделирования сложных движущихся объектов вроде шар-бабы (Wrecking Ball). Что выглядит иронично в свете рекламной кампании фильма, подчеркивавшей, что Симпсоны выходят в 2D.
- «Человек-паук» — мультсериал.
- Freedom — аниме.
- «Футурама» — на сел-шейдерах сделан корабль, а также трёхмерные сцены с подвижной камерой.
- «Яблочное зёрнышко» (Appleseed) — аниме в жанре киберпанк.
- «Что если…?» — мультсериал в рамках киновселенной Marvel.

### Видеоигры
| - «1979 Revolution: Black Friday» - «Братья Пилоты. Догонялки» - Auto Modellista - Bastion - Battlefield Heroes - Blade Kitten - Borderlands - Call of Juarez: Gunslinger - Captain America: The Winter Soldier — The Official Game - Crackdown - DARK - Eternal Sonata - Faery: Legends of Avalon - Fairy Tales: Three Heroes - Firefall - Firewatch - Futurama - Genshin Impact - Grand Theft Auto: Chinatown Wars - Guilty Gear Xrd - Jet Set Radio - Killer7 - Killer is Dead - League of Legends - Life is Strange - MadWorld - Minecraft Legends - MiSide - Naruto: Rise of a Ninja - Naruto: Ultimate Ninja - Need for Speed Unbound - Ni no Kuni: Wrath of the White Witch - Ni no Kuni II: Revenant Kingdom - No More Heroes - Okami | - Prince of Persia (2008) - Red Steel 2 - Silverfall - Sonic Shuffle - SoulWorker - Spider-Man: Shattered Dimensions - Street Fighter IV - Tales from the Borderlands - Tales of Vesperia - Tatsunoko vs. Capcom: Ultimate All-Stars - Transformers: Devastation - Team Fortress 2 - Teenage Mutant Ninja Turtles - Teenage Mutant Ninja Turtles: Mutant Melee - Teenage Mutant Ninja Turtles: Mutants in Manhattan - The Darkness II - The Legend of Korra™ - The Legend of Zelda: The Wind Waker - The Legend of Zelda: Breath of the Wild - The Simpsons Game - The Walking Dead: The Game - The Walking Dead: Season Two - The Walking Dead: A New Frontier - The Wolf Among Us - TMNT 2: Battle Nexus - Torchlight - Ultimate Spider-Man - XIII - Wacky Races - Warsow |